# Келугерень (Харгіта)
Келугерень, Келугерені (рум. Călugăreni) — село у повіті Харгіта в Румунії. Входить до складу комуни Мертініш.
Село розташоване на відстані 213 км на північ від Бухареста, 32 км на захід від М'єркуря-Чука, 147 км на схід від Клуж-Напоки, 72 км на північ від Брашова.

## Населення
За даними перепису населення 2002 року у селі проживали 69 осіб, усі — угорці. Усі жителі села рідною мовою назвали угорську.